# Поша (район Вранов-над-Топлёу)

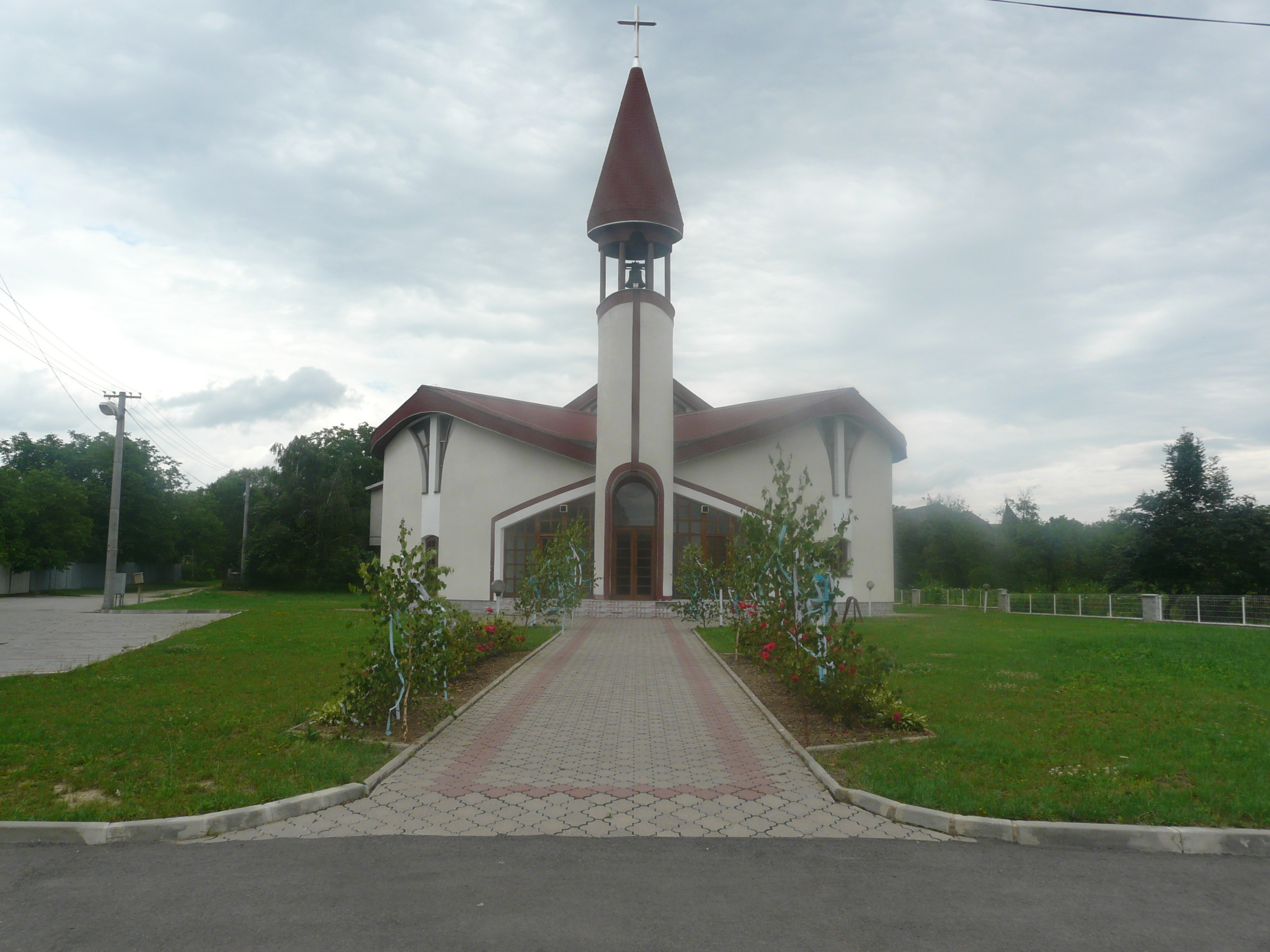
Римско-католический костëл в Поша

Поша (словац. Poša) — деревня на востоке Словакии района Вранов-над-Топлёу Прешовского края.
Расположена в районе Восточнословацкой низменности в пойме реки Ондава, правом притоке р. Бодрог.
Население — 927 человек (2013).

## История
Окрестности деревни были заселены ещё в период палеолита и неолита. Постоянное заселение славянами отмечено с IX века. Первое письменное упоминание о селе датируется 1386 годом.
В 1721 году в Поша была построена греко-католическая церковь св. Девы Марии. Кроме того, в деревне имеется римско-католический костëл Святого Сердца Иисуса, построенный в 1997 году. В 2000 году также построена греко-католическая церковь Рождества Пресвятой Девы Марии.

## Население
| Год:                | 1994 | 2004     | 2014     | 2024    |
| ------------------- | ---- | -------- | -------- | ------- |
| Количество человек: | 762  | 841      | 941      | 1010    |
| Разница:            |      | +10,36 % | +11,89 % | +7,33 % |

### Статистические данные (2001)
Национальный состав:
- Словаки — 99,88 %,
- Цыгане — 0,12 %.

Конфессиональный состав:
- Католики — 33,78 %
- Греко-католики — 63,90 %,
- Другие — 1,83 %,
- Атеисты — 0,37 %